# 旭バスストップ (愛知県)
座標: 北緯35度12分22.1秒 東経137度00分37.6秒 / 北緯35.206139度 東経137.010444度

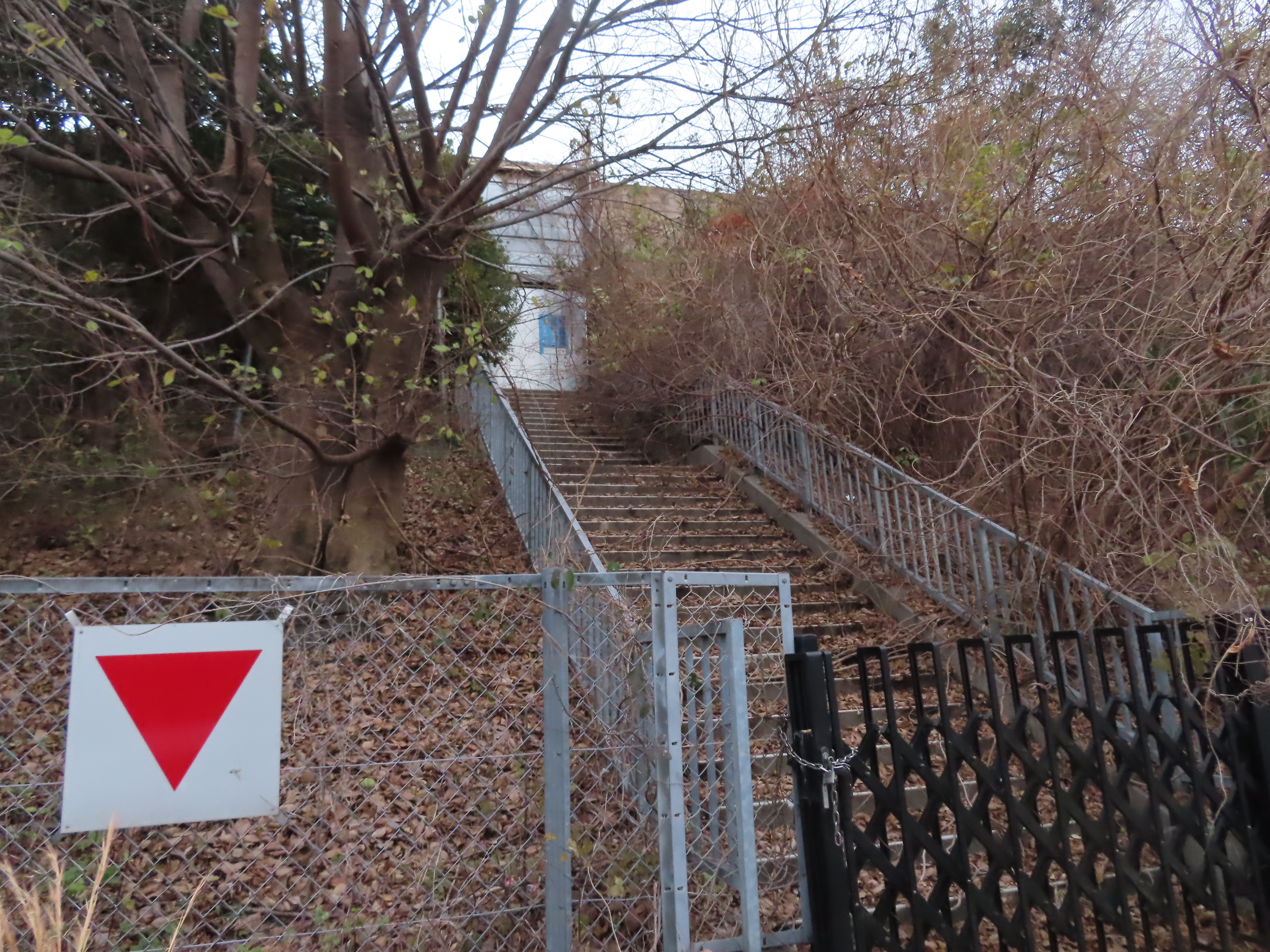
上り線（東京方面）。2021年（令和3年）12月に撮影したもので、閉鎖されている。

旭バスストップ（あさひバスストップ）は、愛知県尾張旭市庄中町渋川の東名高速道路上にあるバス停。

## 概要
東名旭（とうめいあさひ）とも言う。2008年（平成20年）現在ではこのバス停に停車する高速バスは存在せず、中日本高速道路（NEXCO中日本）の管理用施設に転用されている。

## 歴史
- 2005年（平成17年）2月17日 - 中部国際空港の開港に伴い、停車していた空港リムジンバス（名鉄バス）の岡崎駅・東岡崎駅 - 名古屋空港が廃止。これにより、停車する高速バスは1往復のみとなった。
- 2006年（平成18年）12月15日 - 唯一停車していた浜松駅 - 京都駅（1往復）の東名・名神直通バスが廃止。これにより、高速バスが1本も停車しなくなり、休止となった。

## 周辺
- 矢田川
- 尾張旭市西部浄化センター
- 愛知県道61号名古屋瀬戸線（瀬戸街道）
- 名鉄瀬戸線 印場駅

## 隣
東名高速道路
(21)名古屋IC - (BS)旭BS - (PA)守山PA - (22)春日井IC